# 黒田響生
黒田 響生（くろだ ひびき、2000年7月21日 - ）は、福井県福井市出身の元プロ野球選手（内野手）。右投右打。NPBでは育成選手であった。

## 経歴

### プロ入り前
敦賀気比では1年春から内野手でレギュラー。2年夏は県8強敗退。3年夏はチーム3年ぶりの甲子園出場に貢献し、1回戦の木更津総合戦に「2番・遊撃手」で先発出場するも敗退。
2018年10月25日、プロ野球ドラフト会議で読売ジャイアンツから育成選手ドラフト4位指名を受けた。11月16日に支度金200万円、年俸240万円で仮契約を結んだ。背番号は021。

### 巨人時代
育成選手ながらルーキーの2019年からイースタン・リーグ42試合に出場。
2020年は阿部慎之助二軍監督から「勇人（坂本）の19歳の頃よりもポテンシャル、技術は上」と絶賛され、春季キャンプの一軍メンバーに抜擢された。8月27日の三軍戦で送球が右目に直撃し、眼窩底を骨折し手術を受けた。その後、白内障を併発し、再び手術を受けた。
2022年10月3日、翌年の契約を結ばないことが球団より発表された。
2023年1月5日、ジャイアンツアカデミーのコーチに就任することが球団より発表された。同年より辻東倫を初めとしたアカデミーコーチ陣や読売ジャイアンツ女子チームの構成されたベースボール5チーム「GIANTS」のメンバーとしても活動。同年12月の第1回日本選手権東日本予選で優勝し、2024年2月の第1回日本選手権で準優勝している。

## 詳細情報

### 年度別打撃成績
- 一軍公式戦出場なし

### 背番号
- 021（2019年[2] - 2022年）